# Operació Primavera
L'operació Primavera (anglès: Operation Spring) va ser una operació ofensiva de la Segona Guerra Mundial realitzada pel II Cos canadenc durant la campanya de Normandia el 1944. El pla pretenia crear pressió sobre les forces alemanyes que operaven al front britànic i canadenc simultàniament amb l'operació Cobra, una ofensiva nord-americana. L'operació Primavera tenia la finalitat de capturar la cresta de Verrières i els pobles del vessant sud de la carena. La defensa alemanya de la cresta va contenir l'ofensiva el primer dia i va causar moltes baixes als canadencs.

## Fons
Caen havia estat finalment capturada el 19 de juliol de 1944, durant l'operació Goodwood, després de sis setmanes de guerra de posicions per tota Normandia. A uns 8 km (5,0 milles) al sud de Caen, la cresta de Verrières bloquejava un avanç directe de les forces aliades a Falaise. Els intents de prendre la cresta durant Goodwood van ser frustrats pel I. Panzerkorps (General Sepp Dietrich). El II Cos canadenc (Tinent-General Guy Simonds) va dur a terme l'operació Atlàntic simultàniament i va capturar els suburbis de Caen a la riba sud de l'Orne. Els contraatacs de les divisions Panzer de Dietrich van aturar l'avanç canadenc abans de cresta de Verrières i van causar 1.349 baixes als canadencs durant l'operació.

## Pla
La segona fase va requerir que els Calgary Highlanders es moguessin de St. Martin per capturar May-Sur-Orne i la cresta de Bourguebus, assegurant els flancs de cresta de Verrières. En la tercera fase, el Black Watch es traslladaria del Turó 61 a St. Martin, reuniria i atacaria cresta de Verrières amb suport de tancs i artilleria. En la quarta fase, Simonds es mouria amb blindatge i artilleria per assolir els objectius finals al sud de la cresta, fent una sortida a les defenses alemanyes.

## Preparatius alemanys
Els alemanys esperaven més atacs a cresta de Verrières i van enviar reforços els dies anteriors a l'atac. A finals del 24 de juliol, havien traslladat al sector 480 tancs, 500 canons de campanya i quatre batallons d'infanteria més. ULTRA desxifrà missathes que ho indicaven i van informar al quarter general del II Cos Canadenc.

## La batalla

Posicions alemanyes i aliades al voltant de Caen abans de l'operació Primavera

German and Allied positions around Caen and the Canadian First Army prior to Operation Spring (July 1944)

### Fase I
El 25 de juliol, a les 03:30, The North Nova Scotia Highlanders van atacar Tilly-la-Campagne. Simonds havia desenvolupat un sistema d'il·luminació complex que utilitzava reflectors reflectits en els núvols, permetent als North Novas veure les posicions alemanyes, però això significava que els North Novas també eren visibles pels defensors alemanys. A les 04:30, les companyies líders van disparar una bengala, que indicava que l'objectiu s'havia capturat. A l'hora següent, el tinent coronel Charles Petch va començar a moure reforços al poble per ajudar-los a "negar" els últims defensors alemanys. Al seu oest, The Royal Hamilton Light Infantry, es va trobar amb una decidida oposició inicial, va aconseguir assegurar el poble de Verrières a les 05:30. A les 07:50, el tinent coronel John Rockingham va informar a Simonds que el seu batalló s'havia endinsat en l'objectiu.

### Fase II
El 25 de juliol, els Calgary Highlanders van atacar May-sur-Orne i Bourguebus Ridge però van trobar que l'àrea de reunió de St Martin encara estava ocupada per tropes alemanyes. Dues companyies de Calgary Highlanders van passar per St Martin i van arribar als afores de May-Sur-Orne. El contacte per ràdio es va perdre després d'això i ambdues companyies van patir moltes baixes. A última hora del matí, els Calgary Highlanders van assegurar St Martin i després van atacar Bourguebus Ridge. Després de dos costosos atacs, els Calgary Highlanders van lluitar per mantenir May-Sur-Orne.

### Fase III
La fase III va requerir un cronometratge acurat, dos intents del Essex Scottish Regiment i el Regiment de South Saskatchewan Regiment, havien estat fracassos costosos. El suport de tancs i d'artilleria no es va materialitzar i la infanteria va tardar quatre hores en arribar a la seva zona de reunió de Sant Martí. La Black Watch es va enfrontar amb una resistència alemanya decidida que es va traslladar del Turó 61 al poble. Quan va començar l'atac a cresta de Verrières, la infanteria va ser disparada des de tres costats, la zona de fàbriques al sud de St. Martin, la cresta de Verrières i unitats alemanyes a l'altre costat de l'Orne. En pocs minuts, les comunicacions s'havien trencat i el Black Watch va perdre tots els seus soldats, excepte 15. Va ser el dia més sagnant per a les forces canadenques des de Dieppe.

### Contraatacs alemanys

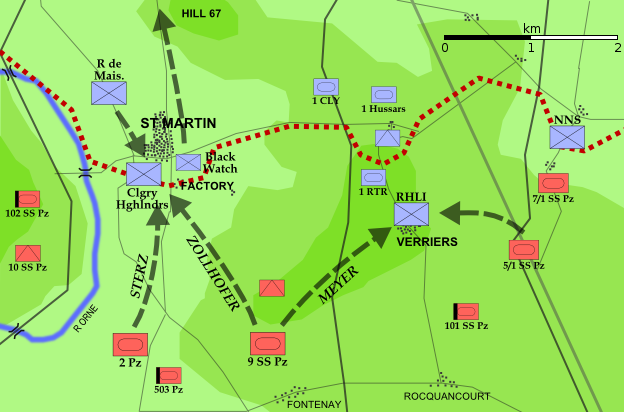
Contraatacs alemanys després de l'operació Primavera

Durant uns quants dies, les tropes alemanyes, principalment la 9a i la 12a divisions SS Panzer, van continuar eliminant les posicions canadenques guanyades durant l'Operació Spring. Els Calgary Highlanders finalment es van retirar de May-sur-Orne i el North Nova Scotia Regiment es va veure obligat a retirar-se de Tilly-la-Campagne. Les forces alemanyes van contraatacar immediatament al poble de Verrières, però van ser rebutjades. Durant els dos dies següents, el Royal Hamilton Light Infantry va lluitar "fanàticament" per defensar la cresta, derrotant desenes de contraatacs amb un canó antitanc ben col·locat.i posicions de metralladora. El 26 de juliol, els comandants alemanys van declarar "Si creueu la cresta, sou un home mort" als soldats que es desplegaven al vessant sud de Verrières. En la seva possessió del poble, el Royal Hamilton Light Infantry va patir més de 200 baixes. Els contraatacs alemanys van aconseguir forçar els Queen's Own Cameron Highlanders of Canada, els Calgary Highlanders i els Black Watch a retirar-se de May-sur-Orne i St Martin. La companyia de suport dels Black Watch i dels Calgary Highlanders van patir moltes baixes quan es van veure obligats a retirar-se de les seves posicions.

## Conseqüències

### Anàlisi
L'operació Cobra va començar el mateix dia i els alemanys no estaven segurs de quina era l'operació principal. Es va considerar que l'operació Primavera va ser el principal esforç durant uns dos dies, per la importància que van donar a mantenir el terreny al sud de Caen, abans d'adonar-se que Cobra era el principal esforç i comencessin a transferir tropes cap a l'oest. L'operació Totalize i l'operació Tractable es van llançar a l'agost i van capturar més terreny contra menys oposició. La història oficial de l'exèrcit canadenc es refereix a Primavera com un "atac de contenció", ja que va ser llançat amb objectius ofensius però també amb fermesa amb la intenció de retardar el redesplegament de les forces alemanyes cap a l'oest.
Charles Stacey, l'historiador oficial canadenc, va escriure:
| « | Aquest retard vital de quaranta-vuit hores el vessament de sang a l'operació "Primavera" havia ajudat a comprar; encara que aquesta operació no va fer més que reforçar l'efecte ja poderós de les operacions "Goodwood" i "Atlantic". "Primavera" va ser només l'últim i no menys costós incident del llarg "atac de retenció" que les forces britàniques i canadenques havien dut a terme, d'acord amb el pla de Montgomery, per crear l'oportunitat d'un cop decisiu al flanc oposat del cap de pont. Hi havia hagut una necessitat estratègica urgent; i la urgència va quedar fortament subratllada en les comunicacions del Comandant Suprem a Montgomery. L'oportunitat ja s'havia creat àmpliament, i les columnes americanes, que rodaven cap al sud des de St. Lo, l'estaven aprofitant al màxim. Però la dura lluita al front de Caen encara no havia acabat. | » |